# Туманов Іван Миколайович
Іва́н Микола́йович Тума́нов (рос. Иван Николаевич Туманов; 16 січня 1924 — 22 червня 1973) — радянський військовик, у роки Другої світової війни — автоматник 104-го гвардійського стрілецького полку 36-ї гвардійської стрілецької дивізії 57-ї армії, гвардії рядовий. Герой Радянського Союзу (1943).

## Життєпис
Народився в селі Григорово, нині Любимського району Ярославської області Росії, в селянській родині. Росіянин. У 1930 році разом з сім'єю переїхав до Ярославля. Після закінчення 7 класів у середній школи № 36 пішов працювати на Ярославський електромашинобудівний завод учнем слюсаря.
У лавах РСЧА з грудня 1942 року. В діючій армії — з 1 квітня 1943 року. Воював на Воронезькому, Степовому, 2-му та 3-му Українських фронтах.
Особливо автоматник 1-го взводу 7-ї стрілецької роти 3-го стрілецького батальйону 104-го гвардійського стрілецького полку 36-ї гвардійської стрілецької дивізії гвардії рядовий І. М. Туманов відзначився під час битви за Дніпро. У ніч з 25 на 26 вересня 1943 року він одним з перших переправився на західний беріг річки Дніпро в районі села Сошинівка Верхньодніпровського району Дніпропетровської області. Звільнивши село, одним з перших увірвався на панівну височину 134.4 поблизу нього. Взяв участь у відбитті 6 контратак супротивника. Був важко поранений і контужений, через що в частині вважали його загиблим.
Після одужання повернувся у стрій. Демобілізований у 1947 році.
Мешкав у Ярославлі, працював на електромашинобудівному заводі бригадиром, майстром з монтажу трубопроводів і сантехнічного обладнання. Обирався головою цехового і членом заводського комітету профспілки, депутатом міської ради.

## Нагороди
Указом Президії Верховної Ради СРСР від 20 грудня 1943 року «за успішне форсування річки Дніпро, міцне закріплення плацдарму на західному березі річки Дніпро та виявлені при цьому відвагу і героїзм», гвардії рядовому Туманову Івану Миколайовичу присвоєне звання Героя Радянського Союзу з врученням ордена Леніна і медалі «Золота Зірка» (№ 6621).
Також нагороджений орденом Жовтневої революції (1971) і медалями, у тому числі «За відвагу» (10.10.1943).

## Вшанування пам'яті
У 1975 році ім'ям Івана Туманова названо одну з вулиць у Північному житловому районі Ярославля.
Його ім'я увічнене на алеї Військової слави у місті Любим.